# Pseudo Echo
Pseudo Echo je australská new wave kapela založená roku 1982 v Melbourne. Jediným stálým členem skupiny je Brian Canham (zpěv, kytara, klávesy).
Kapela měla již odpočátku své tvorby obrovský úspěch v rodné Austrálii a Novém Zélandu, mnoho jejích písní se dostalo na čelní příčky tamních hudebních žebříčků (např. "Listening", "A Beat for You", "Don't Go", "Love an Adventure" a "Living in a Dream"). Celosvětový úspěch přišel však až s druhým albem Love an Adventure a především hitem "Funkytown" (coververze stejnojmenné písně skupiny Lipps Inc.). Tato skladba dobyla žebříčky v Kanadě, Austrálii a Novém Zélandu a dostala se do Top 10 v USA, Velké Británii, Švédsku a Švýcarsku.
Jejich píseň "His Eyes" se v roce 1985 objevila v americkém hororu Pátek třináctého 5: Nový začátek.
Záhy po vydáni třetího alba Race se v roce 1990 kapela rozpadla. Po osmileté pouze se dali v obměněné sestavě znovu dohromady a vydali ještě dvě další alba Teleporter (2000) a Ultraviolet (2014).

## Alba
- Autumnal Park (1984) (v Severní Americe vydáno jako Pseudo Echo)
- Love an Adventure (1985)
- Race (1988)
- Teleporter (2000)
- Ultraviolet (2014)